# Яблоня ягодная
Я́блоня я́годная или яблоня сибирская (лат. Malus baccata) — листопадное дерево, вид рода Яблоня (Malus) семейства Розовые (Rosaceae).

## Ботаническое описание

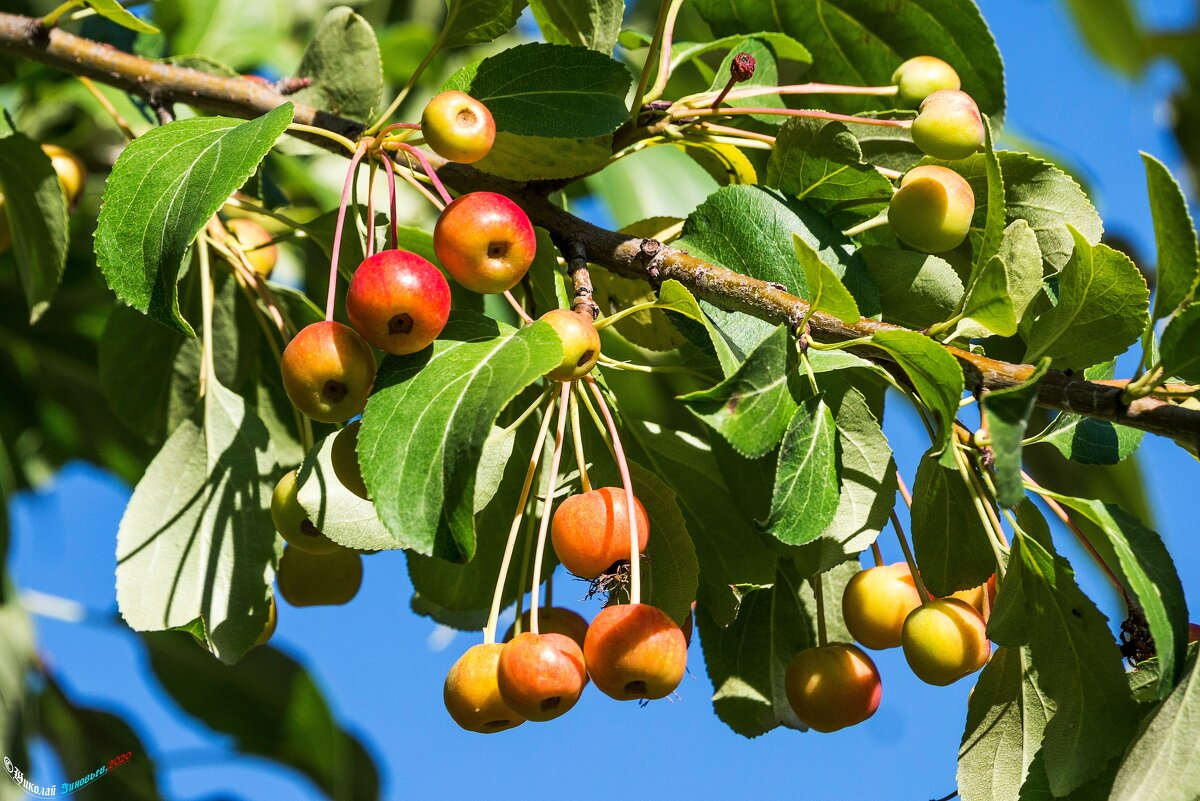
Яблоня ягодная в Ухте, Республика Коми

На юге Хабаровского края деревья до 8—10 м высоты и до 15—25 см в диаметре; изредка встречаются экземпляры до 15— 17 м высоты; в северных районах — низкорослые деревца, часто кустовидной формы. Кора темно-серая, старая — растрескивающаяся, на молодых побегах — красновато-бурая. Крона плотная, округлая.
Листья яйцевидные или короткоэллиптические, 2,5—8 см длины и 3—4 см ширины, остроконечные, городчато-пильчатые, смолоду по главной жилке слегка опушённые, затем голые.

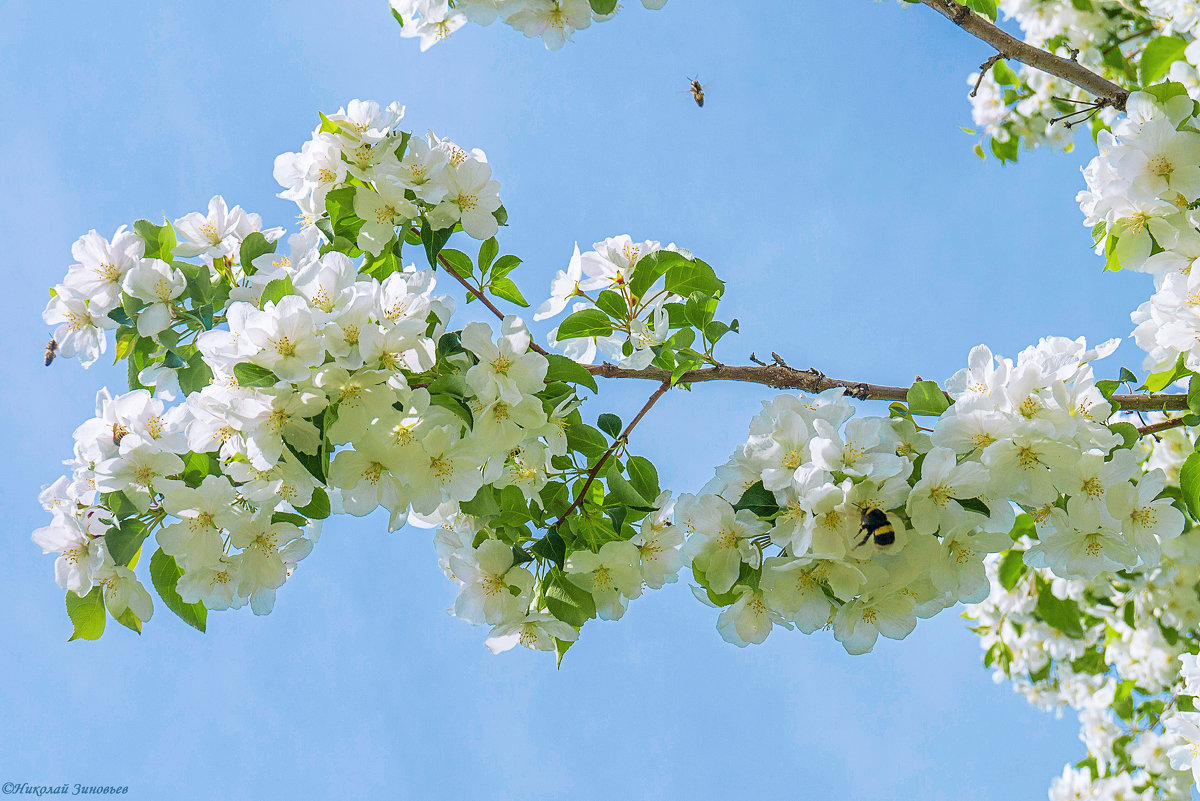
Цветение яблони ягодной в Ухте, Республика Коми

Цветки белые, снаружи розоватые, 2— 3 см в диаметре, на цветоножках 3—4 см длины, собраны на концах укороченных побегов в простые зонтики по 4—10.
Плоды (яблоко) почти шаровидные, 0,7— 1 см в диаметре, с пятью гнёздами, по паре семян в каждом гнезде вишнёво-красные, — твёрдые.

## Распространение и экология

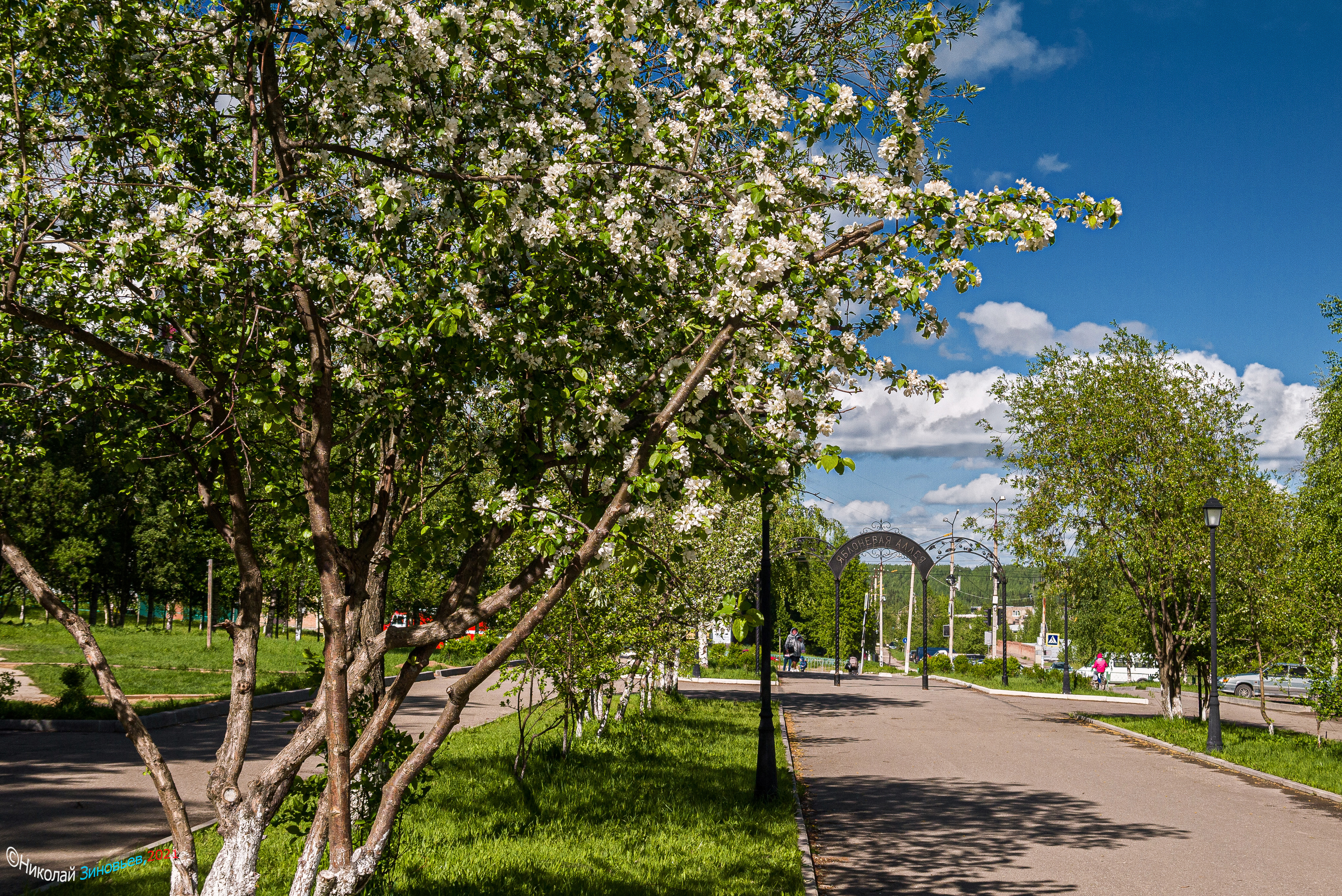
Цветение яблони ягодной в Ухте, Республика Коми. Единственный вид яблонь, растущий в районах, приравненных к Крайнему Северу.

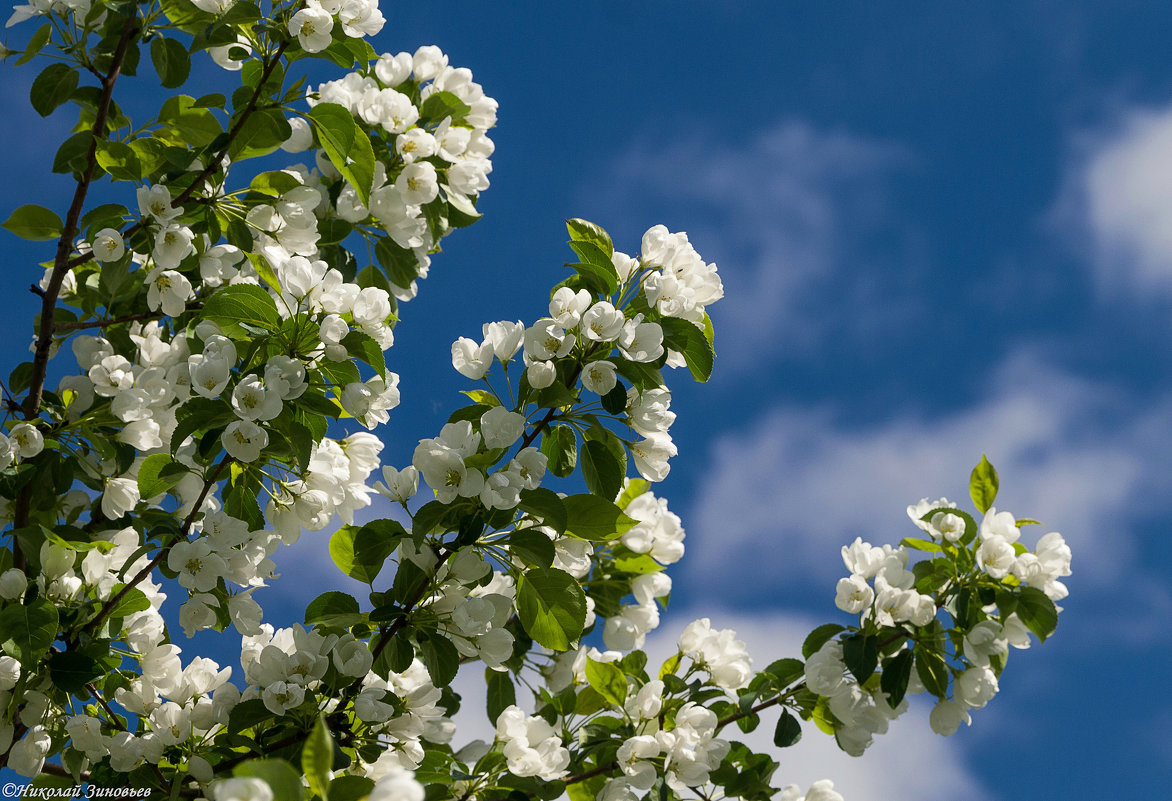
Цветение яблони ягодной в Ухте, Республика Коми

Распространена в Восточной Сибири, Забайкалье, Дальнем Востоке. В Приморском крае в основном на севере, а также в Ханкайском и Пограничном районах, на прибрежных наносах реки Раздольной. В Хабаровском крае вниз по Амуру почти до Николаевска, встречается у озера Орель. В Амурской области по реке Зее поднимается до города Зеи, по Селемже — до посёлка Февральского. Растёт одиночно или группами в долинах рек, на островах и прилегающих увалах. Выше 150—200 м над ур. м. почти не поднимается.
Предпочитает богатые бурые лесные, достаточно влажные и хорошо дренированные почвы пологих склонов. Растёт и на перегнойных глеево-подзолистых почвах речных долин. Возобновляется семенами, реже — корневыми отпрысками. Разводится семенами. Хорошо (до 90 %) приживается при пересадке. Засухоустойчива. Устойчива против осенне-весенних солнечных ожогов стволов и болезненного растрескивания коры. Самый зимостойкий в мире вид яблони, выдерживает морозы до -56 градусов в Бурятии.
Сильно страдает, особенно в южных районах, от яблоневого цветоеда, кольчатого шелкопряда, яблоневой моли и других вредных насекомых.

## Значение и применение

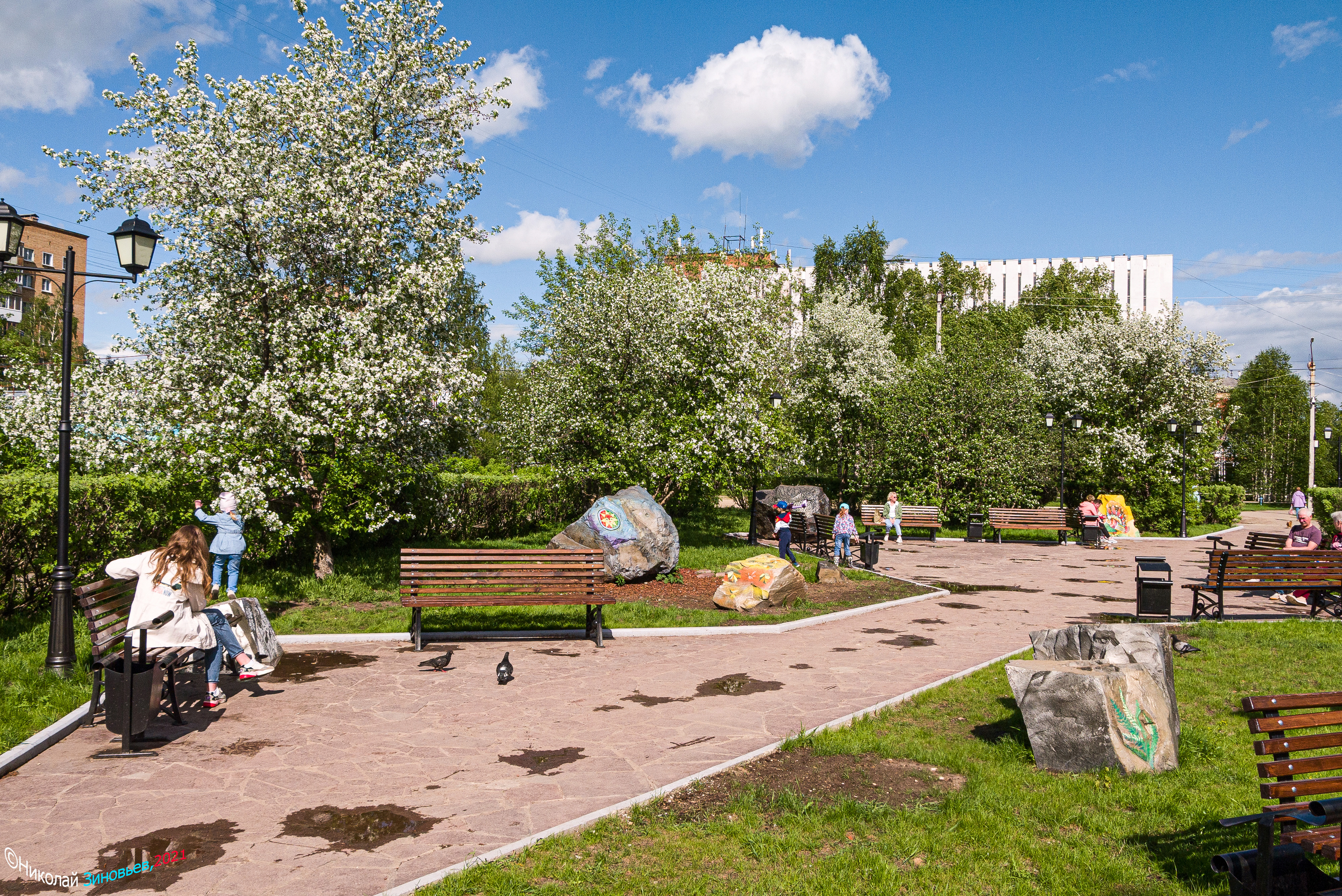
Цветение яблони ягодной в Ухте, Республика Коми. Благодаря своей морозостойкости этот вид яблонь используется для декоративного оформления северных районов, где другие виды яблони вымерзают.

Хороший весенний медонос и пыльценос. Отлично посещается пчёлами, собирающими пыльцу и нектар. Подсчёты в 1977 г. показали, что на 1 м² кроны побывало 24 пчёлы. Продуктивность мёда условно чистыми насаждениями — 10—30 кг/га. Пыльцепродуктивность одного цветка 3,7—7,3 мг. Пыльца жёлтая, клейкая.
Некоторые из разновидностей применяются в озеленении и полезащитных лесополосах. Сибирки отличаются неприхотливостью, высокой урожайностью, низкорослостью, однако хозяйственно-ценных сортов на основе одной лишь только сибирской яблони, без привлечения в скрещивания крупноплодных форм других видов, до настоящего времени не выделено.
Яблоня сибирская используется также в селекции морозостойких мелкоплодных сортов — кребов.
С хозяйственной точки зрения формы сибирок нашли широкое применение как вегетативно размножаемые подвои для более ценных сортов яблони, выращиваемых в суровых климатических условиях.
Главным признаком принадлежности какой-либо формы к яблоне ягодной, является опадающая по мере созревания плода чашечка, которая у всех остальных многочисленных видов яблони сохраняется в виде чашелистиков.

## Классификация
Яблоня ягодная имеет следующие разновидности:
- Malus baccata var. baccata (синонимы: Malus baccata var. sibirica C. K. Schneid., Malus pallasiana Juz., Malus sibirica (Maxim.) Kom..) — яблоня сибирская или яблоня Палласа (яблоня палласова[1]). Ранее считалась отдельным видом. В диком виде произрастает в Восточной Сибири и на Дальнем Востоке, а также в Монголии, Китае и Корее.
- Malus baccata var. himalaica (Maxim.) C.K.Schneid. (синоним: Malus rockii Rehder) — ранее выделялась в отдельный вид. Растёт в Китае, Бутане, Индии, Непале.
- Malus baccata var. jinxianensis (J.Q.Deng & J.Y.Hong) Ponomar. — растёт в Китае.

Ранее разновидностью яблони ягодной считался вид Malus ×xiaojinensis M. H. Cheng & N. G. Jiang (синоним: Malus baccata var. xiaojinensis (M.H.Cheng & N.G.Jiang) Ponomar., Malus daochengensis C.L.Li, Malus baccata var. daochengensis (C.L.Li) Ponomar.).